# Enrique Vacas Galindo
Enrique Vacas Galindo (1 de abril de 1865 en Cotacachi, Ecuador - 11 de junio de 1938 en Quito, Ecuador) fue un cartógrafo, historiador y religioso ecuatoriano. Es conocido por sus expediciones científicas y religiosas en la Amazonía de Ecuador durante el siglo XIX donde escribió "Nankijukima" para narrar sus viajes y misiones en esta región mientras exploraba el Río Amazonas. Además hizo una carta geográfica de Ecuador y recopiló varios documentos históricos en el Archivo de Indias de Sevilla. 

## Biografía

### Primeros años y el inicio de las misiones
Enrique Vacas Galindo nació el 1 de abril de 1865 en Cotacachi, provincia de Imbabura. Sus padres fueron Ezequiel Vacas y Ángela Galindo. Creció en las estrictas costumbres de un hogar católico y sintió una fuerte vocación religiosa desde niño, por lo que pronto se dedicó por entero a la oración y al servicio de Dios. Tras completar su primera educación escolar, ingresó en el monasterio dominico de Quito en el año de 1880. Posteriormente sería ordenado sacerdote en la iglesia catedral de la misma ciudad el 16 de octubre de 1887.
Siempre mantuvo mucha curiosidad por la región amazónica de Ecuador por lo que para iniciar su labor pastoral y realizar sus primeras investigaciones geográficas, recorrió de inmediato el oriente ecuatoriano para cumplir su misión en beneficio de los indígenas que allí habitaban. Esto se enmarcaba dentro de las misiones amazónicas en el Ecuador, que buscaban continuar con la tradición evangélica de las misiones de Maynas desplegadas durante la Real Audiencia de Quito. Durante sus viajes buscó estudiar las costumbres de los habitantes de la Amazonía y los fenómenos naturales con el fin de dotar al país de la más completa carta geográfica. Anteriormente, fue Manuel Villavicencio quien había explorado esta región y levantado el primer mapa desde la fundación de la república (basándose en el mapa de Maldonado), sin embargo esta  contaba con muchas limitaciones. Para ello, Franz Theodor Wolf dedicaría sus energías al levantamiento de una nueva carta, sin embargo, Vacas Galindo consideraba que podía explorar a mayor profundidad la región Amazónica, que en esa época se encontraba en disputa por el Conflicto limítrofe de Ecuador con Perú. Además también se enfocó en la evangelización de los indígenas de la Amazonía por lo que en 1891 publicó "El Catón de la Doctrina Cristiana" en lengua shuar, con el que pretendía iniciar a todas las tribus orientales de esa lengua en las enseñanzas de Cristo. Más tarde publicó "Rectificaciones Históricas al Tomo IV" como refutación de la obra del jesuita Federico González Suárez, en la que habla negativamente de la misión y de la actuación de los miembros de su Orden.

### Peligros y viaje a través del Amazonas

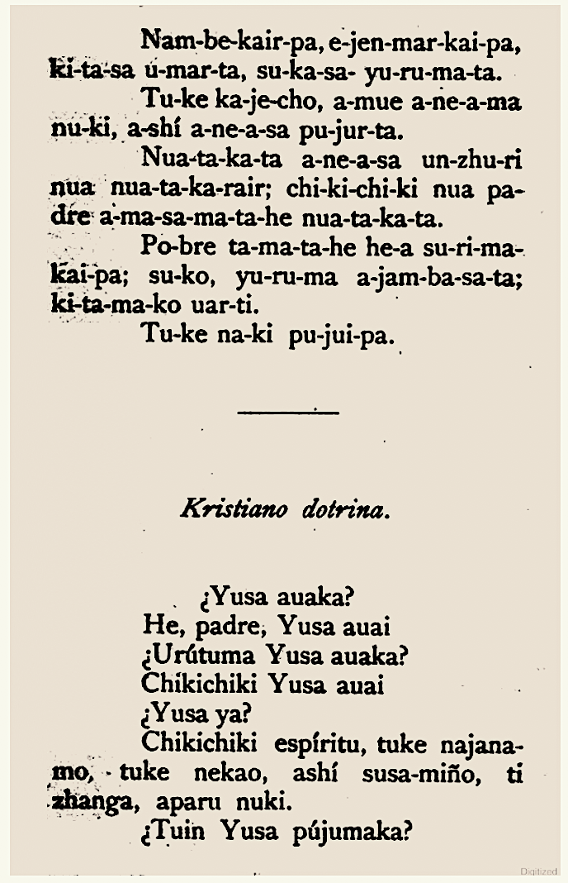
Muestra de su obra "Catón de la doctrina cristiana" publicada como "Elementos para el estudio de la lengua jíbara" de Enrique Vacas Galindo

En 1891 justamente empezaría una de sus expediciones más peligrosas porque estuvo a punto de perder la vida. Pasó a la Misión de Macas y mientras dormía junto a otros tres misioneros, el 16 de diciembre de 1891, lograron escapar de su casa misional que había sido prendida fuego por un indígena del oriente llamado Kimasa, a quien conocía pero se había resentido por alguna acción hasta ahora desconocida por los misioneros, por lo que decidió prender fuego a su casa mientras dormían. Lograron saltar por las ventanas y escaparon del incendio. Esto sin embargo no lo desanimó de su labor misional. Continuó su trabajo en los pueblos de Canelos, Pacayacu, Sarayacu y Juanjuri, todas pequeñas reducciones que se encuentran a las orillas del río Bobonaza. Continuó con su expedición hasta Canelos y después tomaron el río Macuma con el fin de poder llegar al caudaloso Pastaza hasta llegar al Marañón. Hay que recordar que para entonces los límites entre Ecuador y Perú no se encontraban definidos por lo que esta exploración estaba considerada dentro de las pretensiones territoriales de Ecuador. Continuaron con mucho peligro hasta el río Morona, cerca de las reducciones de San Antonio y Barrancas, hasta llegar a Yurimaguas, antigua reducción que había fundado el padre Samuel Fritz y se encuentra a las orillas del río Huallaga. Le acompañaron dos viajeros llamados Resurrección Ríos Tuesta y Demetrio Beltrán.
Ya en ese lugar fue considerado como espía ecuatoriano por el Subprefecto peruano Ramón Bernales y empezó a vigilarlos desde el 22 de septiembre. Por esta razón Vacas Galindo debió emprender una fuga que estaba planificando desde días anteriores. Fue al río Huallaga hasta el Marañón, después tomó el río Pastaza hasta llegar al lago Rimanchi. Era perseguido por los soldados enviados por Ramón Bernales por lo que se dirigió a Iquitos con el río Marañón con el fin de pasar a Mazán y llegar a la frontera con Brasil. A partir de ahí tomaría un barco que lo llevaría al Atlántico. Finalmente en 1893 y después de viajar por varios países de Sudamérica llegó a Chile. Dos años después de sus travesías en 1895 publicó "Nankijukima", novela entre salvajes, en la que describe sus viajes por los territorios de los shuar y las vivencias e incidentes de su estancia en este ambiente hostil rodeado de cazadores de cabezas (tzantza).

### Colaboración con Paul Rivet
Vacas Galindo fue importante en las investigaciones de Paul Rivet por su conocimiento de la región amazónica y su especialización en el grupo étnico Shuar (Jíbaros). Su experiencia directa y detallada de la geografía y la cultura Shuar proporcionó a Rivet información importante para sus estudios etnográficos. Las contribuciones de Vacas Galindo permitieron a Rivet elaborar la "Carte Ethnique de la République de L’Équateur et du Bassin du Ht. Amazone" (1912) y publicar estudios significativos sobre los Shuar y las lenguas amazónicas. Sus trabajos, como "Les Indiens Jivaros Etude Géographique, historique et ethnographique" (1907-1908) y "Les Langues Guaranies du Haut Amazone" (1910), reflejan la riqueza de los datos proporcionados por Vacas Galindo. Paul Rivet, reconocido científico, encontró en Ecuador una red de colaboradores destacados, incluyendo a Jacinto Jijón y Caamaño, Carlos Manuel Larrea, Julio Aráuz y Luis Cordero. Estos colegas facilitaron la recolección de muestras de flora y fauna, información etnográfica y piezas arqueológicas, enriqueciendo significativamente la investigación de Rivet. La experiencia de Rivet en Ecuador fue fundamental para su desarrollo antropológico, culminando en la fundación del Museo del Hombre en 1938. Los expedicionarios de su misión publicaron numerosos artículos en revistas europeas, y el informe final se publicó en varios tomos a partir de 1909, destacando la importancia de las contribuciones locales en su trabajo. Esto le permitiría a Vacas Galindo rectificar un tomo de la Historia General del Ecuador, de González Suárez donde trata sobre la amazonía ecuatoriana.

### Nankijukima, novela
Además de la información que sería útil para los estudios antropológicos, Vacas Galindo escribiría la novela "Nankijukima", surgida de sus experiencias en la Amazonía y su encuentro con la cultura shuar es una obra importante dentro de la literatura de Ecuador. Su intención inicial era ofrecer una visión completa de esta cultura, además el libro, concebido durante su estancia en Chile y sus aventuras sudamericanas El relato de la vida de Nankijukima culmina con su trágico final en el Amazonas, mientras que el autor logró regresar a su patria. Destaca la lucha de los dominicanos contra el comercio de tzanzas (cabezas reducidas) en Macas, un mercado que se popularizó en Europa y Estados Unidos después de 1860. El libro combina elementos románticos con datos biográficos y geográficos, incluyendo un mapa de la región creado por el autor durante sus siete años de exploración.

### Creación de la Carta geográfica del Ecuador

Mapa Geográfico-Histórico de la República del Ecuador por Enrique Vacas Galindo

Vivió en total cerca de cinco años en la Amazonía, recopilando información y explorando la región, lo que le permitió conocer las verdaderas fronteras de Ecuador. Por esta razón sería reconocido por el presidente Eloy Alfaro, quien le encomendaría la tarea de estudiar los archivos de los indios, especialmente los relativos a las fronteras entre Ecuador y Perú. Como resultado de esta investigación, escribió su obra "La Integridad Territorial de la República del Ecuador", en la que buscó refutar al escritor peruano Aníbal Maurtua sobre el tema fronterizo que éste había planteado en su libro "Exposición sobre los Límites Ecuatoriano-Peruanos".
Posteriormente viajaría a Roma en 1905 con el fin de investigar los documentos relacionados con la cuestión limítrofe de Ecuador, lo que le  permitió adquirir una gran cantidad de documentos con los cuales después desarrolló su trabajo geográfico al que se quería dedicar originalmente. Por esta razón publicó en 1906 el mapa más completo del Ecuador de su época, y que buscaba resaltar y definir de manera clara lo que Ecuador pretendía territorialmente en la Amazonía frente a Perú. Dos años más tarde publicaría "El Verdadero Autor del Mapa Geográfico Histórico de la República del Ecuador" que publicó en 1910, y en 1909 editó en Madrid un "Resumen de la Cuestión Limítrofe entre el Ecuador y el Perú". Su labor como historiador se complementa con innumerables volúmenes -manuscritos y archivos- de estudios y documentos de los siglos XVI y XVII.

### Viaje a Europa y trabajo como historiador

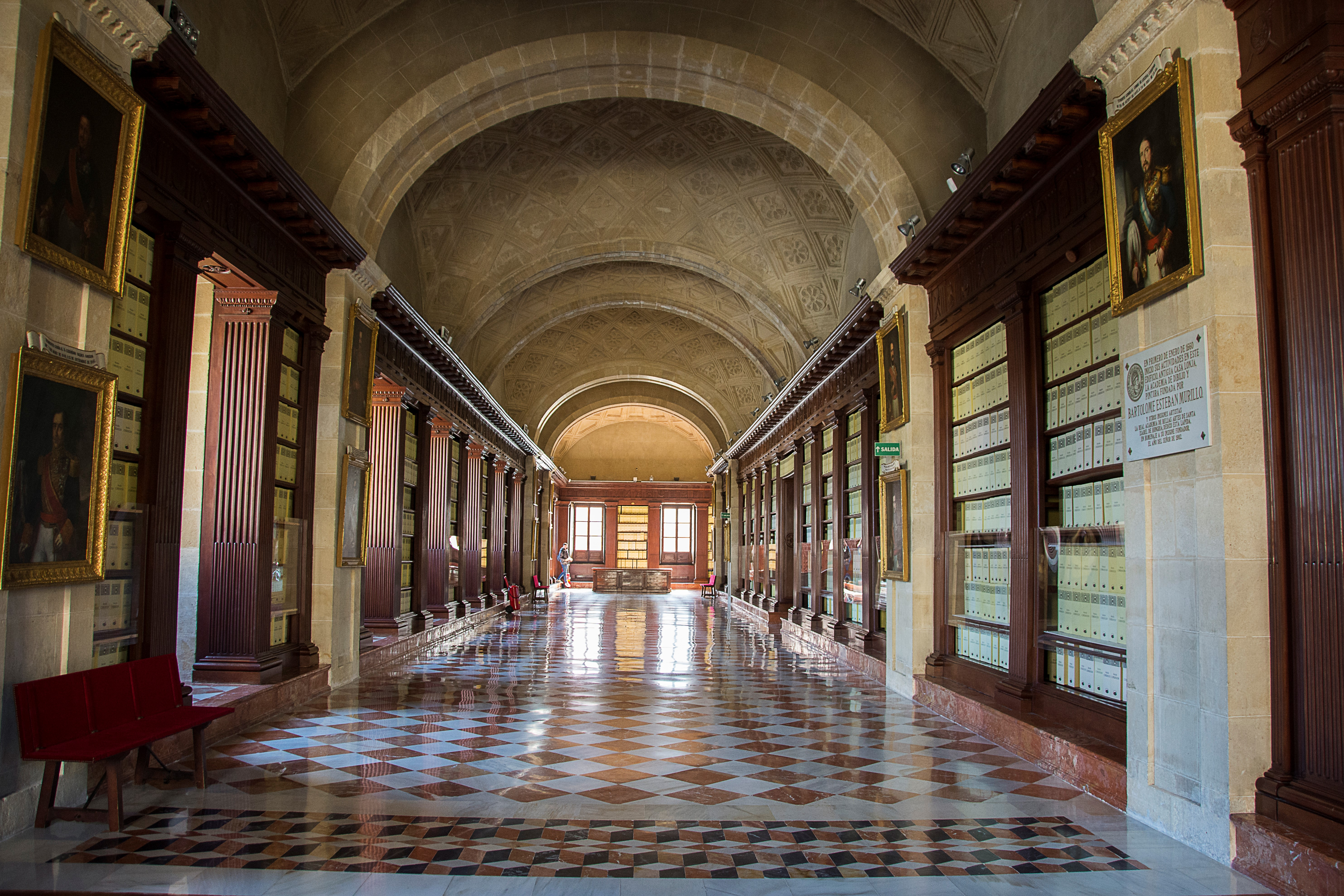
Archivo de Indias de Sevilla

En Roma permanecería hasta 1937 desempeñando cargos propios a su Orden religiosa con el fin de escribir la historia de los dominicos en Ecuador. Ahí aprendería fotografía, además de historia y paleografía. En 1909 fue al Archivo de Indias de Sevilla donde, juntando un equipo de mecanógrafos y paleógrafos recopiló copas y transcripciones de los documentos históricos de la Real Audiencia de Quito. Trabajaría en ello hasta 1924, cuando terminó el trabajo. Regresó a Roma con cerca de 140 volúmenes que habían sido encuadernados. Cada uno tiene cerca de 500 páginas. Estos documentos fueron donados a la provincia dominicana de Ecuador.
Regresó finalmente a Ecuador en abril de 1937 y fue recibido con mucho agradecimiento por sus servicios prestados. Posteriormente fue nombrado miembro de la Junta Consultiva del Ministro de Relaciones Exteriores. También se dedicó a visitar los conventos, colegios y hospitales dominicanos de ese país y fue designado como Vicario Provincial. Durante sus últimos años se dedicó a hacer anotaciones con el fin de escribir su célebre "Defensa de mi criterio Histórico de González Suárez" Este se enfocaba en el periodo comprendido entre los años de 1634 y 1676. Empezó a sufrir del corazón y murió finalmente en el Convento de Quito, el 11 de junio de 1938, a los setenta y tres años de edad.

## Obras

### Historia y geografía
- Elementos para el estudio de la lengua jíbara (1891)
- Nankijukima (1895)
- Límites ecuatoriano-peruanos (1901-1903)
- Integridad territorial de la República del Ecuador (1905)
- Mapa geográfico-histórico de la república del Ecuador (1906)
- Resumen de la cuestión de límites entre el Ecuador y el Perú (1910)
- Colección de documentos sobre límites ecuatoriano-peruanos (1902)
- Controversia de límites entre el Ecuador y el Perú (1906)
- Exposición sobre los límites ecuatoriano-peruanos (1903)
- Resumen de la cuestión de límites del Ecuador con el Perú (1909)

### Historia religiosa
- Historia de la Orden de los Predicadores en el Reino de Quito (volúmenes 1 y 2 en latín: 1909; vol. 3 y 4 en castellano 1913, 1938)
- Fray Bartolomé de las Casas, su obra y su tiempo (1909)
- San Raimundo de Peñafort. Fundador de la Orden de la Merced (1919)
- Vita di suor Maria Carmelina Enrichetta Incamela, Vicaria Generale delle suore Domenicane
- Carmen Inés de Jesús Barona, terciaria dominicana, obra comenzada en Roma y terminada en Quito (1938).
- Publicaciones varias en la revisa El Oriente Dominicano y La corona de María.

## Legado
Enrique Vacas Galindo fue uno de los historiadores y cartógrafos más importantes de la historia republicana de Ecuador. Fue además una de las figuras más destacadas de las misiones en la Amazonía de Ecuador tanto por su trabajo histórico, evangélico, lingüístico y cartográfico. Siempre se mostró dispuesto a ayudar a su país en el conflicto limítrofe que tuvo que vivir, así como también a la orden religiosa a la que representó. De esta manera mantuvo continuo debate histórico con el jesuita Federico González Suárez respecto a la historia eclesiástica durante la Real Audiencia de Quito. Su trabajo en el Archivo de Indias de Sevilla sería continuado por José Rumazo González años más tarde, igualmente con un enfoque en los límites de Ecuador y Perú. Además, fue el primer provincial ecuatoriano de la orden de predicadores. Es recordado como uno de los grandes historiadores del Ecuador con el título del "Preclaro defensor de la soberanía nacional". Con motivo de su memoria le dedicaron una biografía sintética en la Cartilla de Divulgación Ecuatoriana que se difunde en la Casa de la Cultura que lo recuerda de la siguiente manera:

Los círculos más altos del pensamiento ecuatoriano y el propio Gobierno Nacional, le rindieron un homenaje póstumo, resaltando su obra imperecedera como un sagrado defensor de la integridad territorial. Esta es la síntesis de una existencia superior. Fray Enrique Vacas Galindo entregó sus talentos enormemente multiplicados. Justificó su vida. No vino a ratificar el infalible ciclo biológico, común para toda la especie. Dio testimonio de su naturaleza hecha a imagen y semejanza de Dios. Por el camino de la perfección espiritual encontró al Creador y de él, legó a sus hermanos los hombres como humilde servidor; investigador diligente; versado historiador; geógrafo y literato.
Luis Andrade - Cartilla de Divulgación Ecuatoriana N° 52